# Језеро Балта алу Шонту—Главица
Језеро Балта алу Шонту—Главица је пешачка стаза туристичког карактера у НП Ђердап, намењена је за излете, школе у природи и панорамско разгледање Доњег Милановца.
Креће и кружи око града, иде уз Папренички поток до језера Балта алу Шонту, па назад до Главице и улаза у град из правца Кладова. Спаја два природна споменика језеро Балта алу Шонту на Папреничком потоку и Главицу. Са купастог узвишења Главице (286 м.н.в.) пружа се поглед на Доњемилановачку котлину и Поречки залив.
Стаза је класификована као лака, дужине је 5km, просечног нагиба од 10% и време планираног проласка је 2,5 сата.